# Aurelio Asiain
Aurelio Asiain (Ciudad de México, 29 de octubre de 1960) es un escritor, poeta, ensayista, editor, traductor, crítico y fotógrafo mexicano. Sus libros están orientados principalmente hacia el ensayo, la poesía y la recopilación antológica. Alternando con su actividad creativa, Asiain ha desempeñado los cargos de jefe de redacción de la revista Vuelta, presidente de la editorial Paréntesis, director de la revista Paréntesis, agregado cultural de la embajada de México en Japón, miembro del consejo editorial de la revista Letras Libres —donde ha colaborado habitualmente desde 1999— y catedrático de la Universidad de Kansai Gaidai.

## Carrera
Recibió la «Beca Salvador Novo» en 1978, cuando tenía dieciocho años, la cual es otorgada por un comité formado por el Centro Mexicano de Escritores, el Instituto Nacional de Bellas Artes y Literatura y el Colegio de México. De la mano del escritor Gabriel Zaid llegó en 1982 a la prestigiosa revista Vuelta, fundada por Octavio Paz en 1976, como «un lugar en donde el intelectual pudiera expresar sus ideas con libertad en cuatro géneros fundamentales: poesía, crítica literaria, narración y ensayo político», y en donde concurrieron prominentes intelectuales hispanoamericanos de la época. Al principio colaboró reseñando libros y aportando algunos poemas, a finales del mismo año pasó a formar parte del equipo editorial como corrector y más tarde fue nombrado secretario de redacción, puesto que desempeñó, con alguna interrupción, hasta el cierre de la revista en 1998. De su estancia en Vuelta, Asiain expresó: «Para mí sería también un destino, pues mi vida de lector, de escritor y de editor –pero también mi vida sentimental y afectiva, de un modo que no viene al caso describir aquí– se ligaría durante mucho tiempo a la de esa publicación y el grupo de amigos que la animaban».
Saldo 
Su primer libro de poemas, República de Viento, obtuvo el III Premio Internacional de Poesía Fundación Loewe a la Joven Creación en 1990. Al respecto de este poemario Octavio Paz escribió: 

Los breves poemas de Asiain son frutos verbales. Frutos transparentes, quiero decir: objetos sensuales y carnales iluminados por la inteligencia. Poemas del cuerpo deseado, de sus epifanías y de su fatal eclipse, deshecho entre nuestros brazos como todo lo que es tiempo. Lucidez: ironía y melancolía.

Asiain estuvo becado también por el Sistema Nacional de Creadores de Arte administrado por el Fondo Nacional para la Cultura y las Artes de CONACULTA entre 1994 y 1996. Después de terminar sus labores en Vuelta fue el director fundador de la revista cultural Paréntesis en 1999 y se mantuvo en el cargo hasta 2001.

## Japón
Asiain llegó a Japón como agregado cultural de la Embajada de México en marzo de 2002, puesto diplomático que desempeñó durante cinco años, para después dedicarse a la cátedra en la Universidad de Kansai Gaidai, en la ciudad de Hirakata. Según escribe el escritor y académico Guillermo Sheridan, desde su página en la web de la revista Letras Libres, el amor de Asiain por Japón se palpa en su obra, mucha de ella publicada en aquel país, y en sus escrupulosas traducciones de poemas japoneses, y agrega: «Cada poema se halla traducido con regocijo y cálculo, con el esmero de quien conoce no solo las dos lenguas en juego, sino sus retóricas y poéticas [...]». En 2007, realizó una exhibición de sus fotografías denominada Formas de Japón en la Casa de la Cultura Reyes Heroles, donde además se efectuó un debate sobre la relación entre la poesía y la fotografía. Asiain se ha convertido además en promotor de eventos culturales, como exhibiciones y diálogos literarios realizados con motivo del 400 aniversario de las relaciones entre México y Japón en 2009.

## Twitter
Aurelio Asiain es uno de los escritores que utiliza el ámbito de las redes sociales, particularmente el Twitter, como medio de expresión. El Periódico de Poesía, editado por la Universidad Nacional Autónoma de México, publicó 22 cosas sobre Twitter, ensayo escrito por Asiain:

- Se puede abrir cuenta en Twitter y escribir sin seguir a nadie ni tener seguidores. Antes que red social esto es un espacio de escritura.

- Se puede estar en Twitter sin escribir, leyendo a otros, o escribiendo, sin leer a otros. En cualquier caso debe haber escritura.

- Toda escritura supone un lector: el autor u otro. Pero no es lo mismo dar a leer a otro que publicar. El público debe ser desconocido.

Aurelio Asiain: 22 cosas sobre Twitter (fragmento).

## Obra
Además de sus libros, Asiain imparte conferencias en universidades y eventos internacionales y ha publicado más de 500 artículos en diversos medios escritos de México, Estados Unidos, España, Francia, Japón y varios países más. Entre su obra se encuentran libros de poesía, ensayo y antología:
Poesía
- República de viento (1990; Premio Loewe a la Creación Joven)

- Edición de Autor (2004)

- ¿Has visto el viento? (2008)

- Estrofa (2010)

Ensayo
- Julio Ruelas (1987)

- Los pueblos de antes (1991)

- Legítima defensa de la exención autoral que hacen numerosos autores mexicanos con buenas razones y ejemplos desde los tiempos prehispánicos (1993)

- Caracteres de imprenta (1996)

- Vida y muerte en la obra de Juan Soriano (1997)

Antología
- Gendai Mekishiko Shi-shu, Antología de la Poesía Mexicana contemporánea (2004)

Traducción
- Veintitantos poemas japoneses (2005) —compilación, traducción y comentarios—

- Luna en la hierba. Medio centenar de poemas japoneses  (2007) —compilación, traducción y comentarios—

- Ikkyu Sojun. Un puñado de poemas. (2010) —traducción—